# 上磺镇
上磺镇，是中华人民共和国重庆市巫溪县下辖的一个乡镇级行政单位。

## 行政区划
上磺镇下辖以下地区：
上磺社区、严家村、石峰村、友谊村、龙门村、四湾村、上磺村、羊桥村、青庄村、梨坪村、干龙村、焦山村、红岩村、跃进村、高家村、望山村和平溪村。